# فرانسيسكو أناكورا
فرانسيسكو أناكورا (بالإيطالية: Francesco Anacoura)‏ (1 أغسطس 1994 بميلانو في إيطاليا - ) هو لاعب كرة قدم إيطالي في مركز حراسة المرمى. لعب مع نادي برو فيرتشيلي ونادي ريميني ويوفنتوس وسيتا دي بونتيديرا وAC Cuneo 1905 ‏.

## روابط خارجية
- فرانسيسكو أناكورا على موقع قاعدة بيانات كرة القدم.إي يو (الإنجليزية)
- فرانسيسكو أناكورا على موقع Soccerway.com (الإنجليزية)